# Многоорешек
Многооре́шек (лат. multinucula) — орешковый плод, состоящий из обычно односемянных орешков, окружённых твёрдым невскрывающимся околоплодником. Развивается из апокарпного гинецея.
Цинародий — плод шиповника, многоорешек, цветоложе которого сильно разросшееся, вогнуто, на его поверхности собраны многочисленные орешки. Земляничина — плод земляники, у этого растения разросшееся цветоложе с орешками выпуклое.
У лириодендрона в верхней и нижней частях многоорешка расположены односемянные орешки, а в средней части — двусемянные.
| |  |  |  |  |
| Многоорешек гравилата, многоорешек лотоса, многоорешек прострела, цинародии шиповника, земляничина дюшенеи |  |  |  |  |